# Вулиця Василя Порика (Київ)
Проспект Василя́ По́рика — проспект у Подільському районі міста Києва, житловий масив Виноградар. Пролягає від проспекту Свободи до проспекту Європейського Союзу.
Прилучається вулиця Світлицького.

## Історія
Проспект запроєктований у 60-ті роки XX століття під назвою вулиця Нова. Сучасна назва на честь Василя Порика з 1971 року. Забудову розпочато у 1976 році.
2018 року сквер, розташований між будинками 7 і 9 по проспекту Василя Порика, було названо на честь Кузьми Скрябіна.

## Анотаційні дошки
1980 року на фасаді будинків № 11в та 16 були встановлені гранітні анотаційні дошки на честь Василя Порика з текстом: 
|  | Вулиця названа на честь Порика Василя Васильовича, Героя Радянського Союзу, Національного Героя Франції, учасника Опору в роки Другої Світової війниОригінальний текст (рос.) Улица названа в честь Порика Василия Васильевича, Героя Советского Союза, Национального Героя Франции, участника Сопротивления в годы Второй Мировой войны |

Станом на 2022 рік обидві дошки втрачено.